# Ein guter Mensch
Ein guter Mensch (im Original Şahsiyet) ist eine türkische Kriminal-Fernsehserie aus dem Jahr 2018. Die Pilotfolge konnte ab dem 17. März 2018 gestreamt werden. Eine deutschsprachige Version wurde am 8. Oktober 2020 auf MagentaTV veröffentlicht. Der deutsche Heimkinostart erfolgte am 3. Dezember 2020 auf DVD und Blu-ray.

## Handlung
Das türkische Crime-Drama erzählt eine ungewöhnliche Rache-Geschichte, in deren Zentrum der 65-jährige Agâh (Haluk Bilginer) steht. Der ehemalige Gerichtsangestellte lebt zurückgezogen in Istanbul, als er eine folgenreiche Diagnose erhält: Alzheimer im Frühstadium. Bevor er es irgendwann vergessen haben wird, will er altes Unrecht sühnen. Vor vielen Jahren wurde in seinem Heimatort ein schreckliches Verbrechen vertuscht. Agâh setzt nun alles daran, die Schuldigen aus dem Verkehr zu ziehen. Nach einigen Morden beginnt die Kommissarin Nevra (Cansu Dere), die Fälle miteinander zu verknüpfen. Um Agâh aufzuhalten, muss sie nach Antworten in der Vergangenheit suchen. 

## Besetzung und Synchronisation
Die deutsche Synchronisation entstand unter dem Dialogbuch sowie der Dialogregie von Andreas Pollak durch die Synchronfirma Studio Hamburg Synchron GmbH in Berlin.
| Rolle        | Schauspieler        | Synchronsprecher     |
| ------------ | ------------------- | -------------------- |
| Agâh Beyoğlu | Haluk Bilginer      | Hanns Jörg Krumpholz |
| Nevra Elmas  | Cansu Dere          | Nurcan Özdemir       |
| Zuhal        | Şebnem Bozoklu      | Nora Kunzendorf      |
| Deva         | Recep Usta          | Maximilian Spitzer   |
| Tolga        | Necip Memili        | Roman Kretschmer     |
| Ateş Arbay   | Metin Akdülger      | Julian Tennstedt     |
| Firuz        | Fırat Topkorur      | Fabian Oscar Wien    |
| Sefa         | İbrahim Selim       | Johannes Berenz      |
| Nesrin       | Müjde Ar            | Sabine Walkenbach    |
| Nükhet       | Şenay Gürler        | Judith Steinhäuser   |
| Cemil Havran | Hüseyin Avni Danyal | Jens-Uwe Bogadtke    |

## Episodenliste
| Nr. | Deutscher Titel                      | Originaltitel |
| --- | ------------------------------------ | ------------- |
| 1   | Die Diagnose                         | 1. Bölüm      |
| 2   | Der Informant                        | 2. Bölüm      |
| 3   | Fahrstuhl in den Tod                 | 3. Bölüm      |
| 4   | Der erste Stein                      | 4. Bölüm      |
| 5   | Des Sängers Fluch                    | 5. Bölüm      |
| 6   | Der Sprung ins Wasser                | 6. Bölüm      |
| 7   | Ein kleiner Fisch                    | 7. Bölüm      |
| 8   | Ein Gefühl von Sicherheit            | 8. Bölüm      |
| 9   | Schöne Lügen und traurige Wahrheiten | 9. Bölüm      |
| 10  | Unter Druck                          | 10. Bölüm     |
| 11  | Unruhige Nächte                      | 11. Bölüm     |
| 12  | Recht und Gerechtigkeit              | 12. Bölüm     |

## Auszeichnungen
- Haluk Bilginer erhielt im Jahr 2019 International Emmy Award für die beste Leistung eines Schauspielers für seine Rolle im Crime-Drama Ein guter Mensch.[4]
- Im Produktionsland Türkei wurde sie 2019 mit dem Altın Kelebek Award, einem Zuschauerpreis der türkischen Tageszeitung Hürriyet, als beste Internet-Serie ausgezeichnet.
- South by Southwest Film Festival 2019
- Nominierung für den SXSW Film Design Award – Excellence in Title Design (Ethem Cem & Enes Özenbaş)[5]

## Kritiken
„Eindringlicher ist der Widerspruch zwischen türkischer Herz-Schmerz-Kultur und frauenverachtender Realität sicherlich noch nie in Szene gesetzt worden“

„Erstmals hat eine türkische Serie den Weg ins deutsche TV geschafft.“

„Was „Ein guter Mensch“ ist, erklärt die Serie daher auch nach zwölf Stunden nicht abschließend. Wohl aber, wie unterhaltsam, anspruchsvoll, professionell und ausdrucksstark das horizontale Fernsehen mittlerweile selbst in Ländern ist, aus denen hierzulande noch nie etwas zu sehen war.“